# Šabac
Šabac (serbisk kyrilliska: Шабац; äldre tyska namn: Schabatz eller Sabatsch) är en stad belägen på floden Savas strand i västra Serbien med 75 000 invånare (kommunen har 123 000).
Staden grundades i det medeltida serbiska riket under namnet Zaslon.

## Galleri

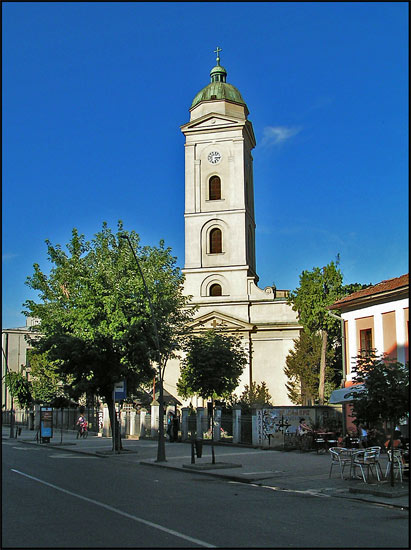
Ortodox kyrka
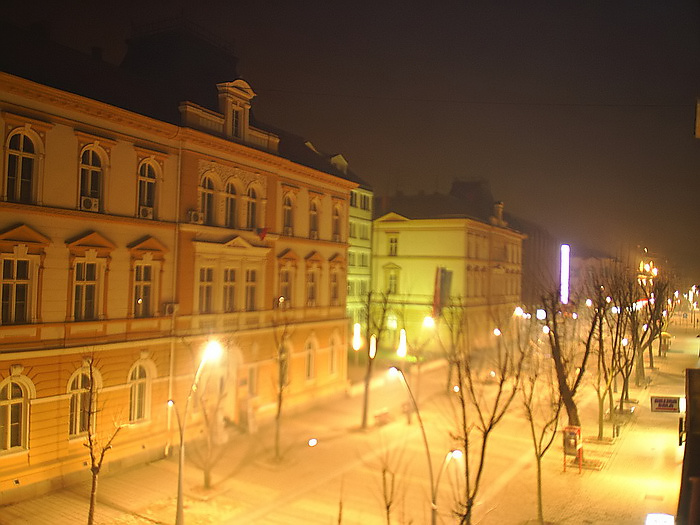
Gospodar Jevremovs gata
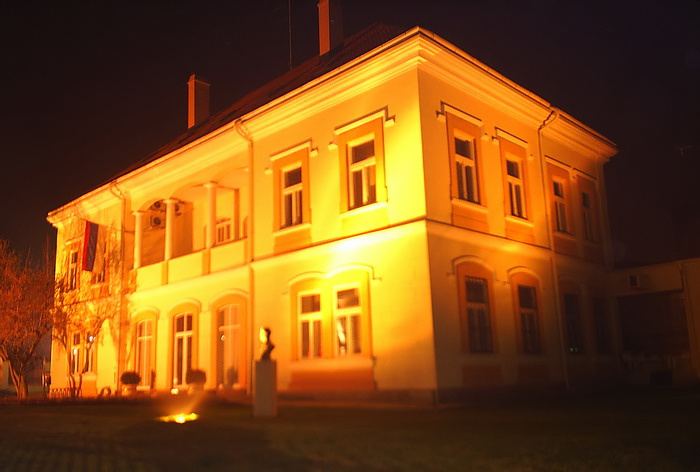
Biblioteksbyggnaden